# Darling (film 1965)
Darling è un film britannico del 1965 diretto da John Schlesinger.

## Trama
In seguito ad un matrimonio fallito, Diana Scott diventa fotomodella e s'invaghisce prima di un giornalista, poi di un uomo d'affari, passando da un fotografo ad un nobile italiano, in una continua scalata sociale che, tuttavia, la condurrà alla solitudine.

## Accoglienza
Nel 1999 il British Film Institute ha inserito il film all'83º posto della lista dei migliori cento film britannici del XX secolo.

## Riconoscimenti
- 1966 - Premio Oscar
  - Miglior attrice protagonista a Julie Christie
  - Migliore sceneggiatura originale a Frederic Raphael
  - Migliori costumi a Julie Harris
  - Candidatura al Miglior film a Joseph Janni
  - Candidatura alla Migliore regia a John Schlesinger
- 1966 - Golden Globe
  - Miglior film straniero in lingua inglese
  - Candidatura alla Migliore regia a John Schlesinger
  - Candidatura alla Miglior attrice in un film drammatico a Julie Christie
- 1966 - Directors Guild of America
  - Candidatura al DGA Award a John Schlesinger
- 1965 - Festival cinematografico internazionale di Mosca
  - Grand Prix a John Schlesinger
- 1966 - Laurel Award
  - Miglior performance femminile a Julie Christie
- 1967 - Mexican Cinema Journalists
  - Migliore attrice straniera a Julie Christie
- 1965 - National Board of Review of Motion Pictures Awards
  - Migliori dieci film
  - Migliore regia a John Schlesinger
  - Miglior attrice protagonista a Julie Christie
- 1965 - New York Film Critics Circle Award
  - Miglior film
  - Migliore regia a John Schlesinger
  - Miglior attrice protagonista a Julie Christie
- 1966 - Premio BAFTA
  - Miglior attore britannico a Dirk Bogarde
  - Miglior attrice britannica a Julie Christie
  - Migliore scenografia a Ray Simm
  - Migliore sceneggiatura a Frederic Raphael
  - Candidatura alla Migliore regia a John Schlesinger
  - Candidatura alla Migliore fotografia a Kenneth Higgins
- 1966 - Writers' Guild of Great Britain
  - Migliore sceneggiatura britannica per una commedia a Frederic Raphael
  - Migliore sceneggiatura britannica originale a Frederic Raphael